# Ariosoma nancyae
Ariosoma nancyae és una espècie de peix pertanyent a la família dels còngrids.

## Descripció
- Pot arribar a fer 75 cm de llargària màxima.
- Nombre de vèrtebres: 154-159.
- 245 radis tous a l'aleta dorsal.
- 189 radis tous a l'aleta anal.[4][5]

## Hàbitat
És un peix marí, demersal i de clima tropical.

## Distribució geogràfica
Es troba al Pacífic nord-occidental: Taiwan.

## Observacions
És inofensiu per als humans.